# Peter Atkinson (Fußballspieler, 1924)
Peter Atkinson (* 13. September 1924 in Middlesbrough; † 1972 ebenda) war ein englischer Fußballspieler.

## Karriere
Atkinson spielte während seiner Schulzeit als Mittelstürmer, erst bei einer Partie für das Port Clarence Social Service Centre rückte er aushilfsweise auf die Torhüterposition und spielte fortan zwischen den Pfosten. Nach einem Aufenthalt bei Billingham Synthonia in der Northern League, kam er im Mai 1947 als Probespieler zu Hull City und überzeugte bei einem 2:2-Unentschieden der Reservemannschaft gegen jene von Notts County.
Durch den Wintereinbruch Anfang 1947 fanden bis in den Juni hinein Meisterschaftsspiele statt und so kam Atkinson unter Trainer Major Frank Buckley nur kurz nach seinem Auftritt im Reserveteam am 24. Mai 1947 bei einer 0:1-Heimniederlage gegen Oldham Athletic zu seinem Debüt in der Football League Third Division North. Bei Hull hatten sich im Saisonverlauf bereits Billy Bly, Cyril Hannaby und Joe Carter im Tor versuchen dürfen. Die Partie wurde presseseitig als Citys „langweiligstes Saisonspiel“ bezeichnet, in dem „die einzigen Lichtblicke die Bravour von Peter Atkinson, dem 22-jährigen Amateur-Torhüter und die unermüdliche Arbeit von Meens auf der Mittelläuferposition“ waren. Auch an den letzten beiden Partien, ebenfalls Heimspiele, gegen den AFC Barrow (1:0) und den AFC New Brighton (1:1) stand er im Tor von Hull City.
Zur Saison 1947/48 gehörte Atkinson zu Hulls Profiaufgebot, am Saisonbeginn erhielt aber Bly den Vorzug. Als dieser sich im Oktober 1947 im Training verletzte, kam erneut Atkinson zum Einsatz. Nach zwei Siegen ohne Gegentor (5:0 gegen Hartlepools United und 1:0 gegen den AFC Gateshead) wurde eine 0:3-Heimniederlage gegen den FC Darlington, bei der ihm „bisweilen Fehleinschätzungen unterliefen“, sein letzter Auftritt. Am folgenden Spieltag wurde er von Hannaby ersetzt und Atkinson musste sich mit einem Einsatz im Reserveteam begnügen. Zum Jahreswechsel 1947/1948 wurde Atkinson, ebenso wie sein Konkurrent Hannaby, auf die Transferliste gesetzt, auf der er auch im März 1948 noch stand.